# Bruno Klopfer
Bruno Klopfer (* 1. Oktober 1900 in Augsburg; † 23. Oktober 1971 in Monterey, Kalifornien) war ein in Bayern geborener Psychologe, der wegen des nationalsozialistischen Terrors in die Vereinigten Staaten emigrierte. Klopfer trug zur Entwicklung psychologischer Tests bei und war ein Pionier und Innovator bei der Verfeinerung und Verbreitung projektiver Testmethoden, insbesondere des Rorschach-Tintenkleckstests, der von dem Schweizer Psychiater und Psychoanalytiker Hermann Rorschach im Jahre 1921 entwickelt wurde. Er war klinischer Professor für Psychologie an der University of California, Los Angeles.

## Leben und Wirken
Bruno Klopfer kam in der bayerischen Stadt Augsburg als zweiter Sohn des Bankiers Gustav Klopfer (1866–1934) und seiner Frau Margarete Klopfer, geborene Ullmann (1880) zur Welt. Gustav Klopfer führte mit seinem Bruder Benno Klopfer eine Lokalbank, Bankgesellschaft „Gebrüder Klopfer; Berlin, Darmstadt und München“, Inh. Benno, Eduard u. Gust. Klopfer, Bankgeschäft. Er und seine Ehefrau verließen am 18. Februar 1929 die Israelitische Gemeinde in Augsburg.
Bruno Klopfers älterer Bruder Hubert starb in jungen Jahren an einer Krebserkrankung, sein jüngerer Bruder Kurt emigrierte nach Israel. Sein Elternhaus war ursprünglich durch die jüdische Religion geprägt. Er nahm sein Studium der Psychologie an der Universität München auf, das durch die Ereignisse des Ersten Weltkriegs unterbrochen wurde. Nach Kriegsende kehrte er dorthin zurück und wurde im Jahre 1923 von der Universität München zum Doktor der Psychologie (Dr. phil.) mit einer Arbeit über „Die Psychologie der Hemmung“ promoviert.
Später arbeitete Klopfer in Berlin, wo er sich bei Gerhard Adler (1904–1988) einer didaktischen Psychoanalyse unterzog. Aufgrund des nationalsozialistischen Antisemitismus verließ Klopfer im Jahre 1933 mit seiner Familie Deutschland. Auf ihrem Weg in die USA blieb er zunächst in der Schweiz, wo er eine weitere Lehranalyse bei Carl Gustav Jung und Erich Neumann absolvierte. Dort fand er erstmals Zugang zu dem Rorschach-Testverfahren.
Die Familie Klopfer reiste über Genua in die Vereinigten Staaten von Amerika ein. Nach seiner Ankunft in den Vereinigten Staaten, am 4. Juli 1934, fand er eine Stelle an der Columbia University in New York, wo er dreizehn Jahre lang lehrte und 1936 u. a. mit dem Anthropologen Franz Boas gemeinsame Forschungsprojekte durchführte. Er war Gründer und Herausgeber des „Rorschach Research Exchange“ und des „Journal of Projective Techniques“. Die Zeitschrift änderte 1950 ihren Namen in „Journal of Projective Techniques“, als eine Zeitschrift, die sich allgemein auf projektive Testmethoden in der Psychologie spezialisierte. Im Jahre 1963 wurde daraus „The Journal of Projective Techniques & Personality Assessment“ (eine Zeitschrift für projektive Methoden und Persönlichkeitsbewertung) und 1971 „Journal of Personality Assessment“ – eine Zeitschrift für Persönlichkeitsbewertung.
In den Jahren 1939 bis 1947 war er Direktor des „International Rorschach Institute (IRI)“ und von 1947 bis 1971 Vorsitzender der „Society for Projective Methods“. 1947 wurde er zum klinischen Professor für Psychologie an der University of California in Los Angeles ernannt. Bis zu seiner Pensionierung im Jahr 1963 praktizierte Klopfer im Bereich der Jungschen Analytische Psychologie. 1950 wurde er in die im Jahre 1948 gegründete „Gesellschaft für Diplomierte in Analytischer Psychologie (AGAP)“ aufgenommen. Viele seiner Doktoranden der Psychologie absolvierten schließlich eine Jungsche Ausbildung, darunter Marvin Spiegelman, Hayao Kawai, Harold Stone und viele andere mehr.
Bruno Klopfer starb 1971 nach langer Krankheit in Monterey, Kalifornien. Seine Beisetzung fand auf dem Friedhof El Carmelo in Pacific Grove, Monterey County statt. Bruno Klopfer war 48 Jahre lang bis zu seinem Tod mit der in Frankfurt am Main zur Welt gekommenen Erna Klopfer, geborene Hené, (1898–1995) verheiratet, die ebenfalls nach jungianischer Psychologie therapierte. Das Paar heiratete am 2. Februar 1923. Sie starb 1995 im Alter von 96 Jahren. Das Paar hatte einen Sohn, Walter George Klopfer (1923–1985), der auch Psychologe war und als Professor in Portland, Oregon, lehrte. Er kam in Frankfurt am Main zur Welt und emigrierte im Alter von zehn Jahren mit der Familie.

## Werke (Auswahl)
- Psychological Variables in Human Cancer  Journal of Projective Techniques, vol. 21, no. 4 (December 1957), S. 331–340.
- The Rorschach Technique: A Manual for a Projective Method of Personality Diagnosis. World Book Co, (Yonkers-on-Hudson), 1946.

- zusammen mit Fritz Künkel, Herbert Francke: Individualpsychologie und Pädagogik E. S. Mittler & Sohn, Berlin 1927
- zusammen mit Mary Ainsworth, Walter George Klopfer,  Robert R. Holt: Developments in the Rorschach Technique: Vol.1, Technique and Theory, World Book Co, (Yonkers-on-Hudson), 1954.
- zusammen mit Mary Ainsworth, W. G. Klopfer, Robert R. Holt (Hrsg.): Developments in the Rorschach Technique: Vol.2, Fields of Application. World Book Co, (Yonkers-on-Hudson), 1956.
- zusammen mit Helen H. Davidson: The Rorschach Technique; an Introductory Manual. Harcourt, Brace & World, New York  1962.
- zusammen mit  M. Meyer, F. Brawer, W. G.  Klopfer (Hrsg.): Developments in the Rorschach Technique: Vol.3, Aspects of Personality Structure. Harcourt Brace Jovanovich, New York  1970.